# 川北篤
川北 篤（かわきた あつし）は、日本の植物学者、東京大学大学院理学系研究科教授。学位は、博士（人間・環境学、京都大学）。2021年から東京大学大学院理学系研究科附属植物園園長を務めている。

## 来歴

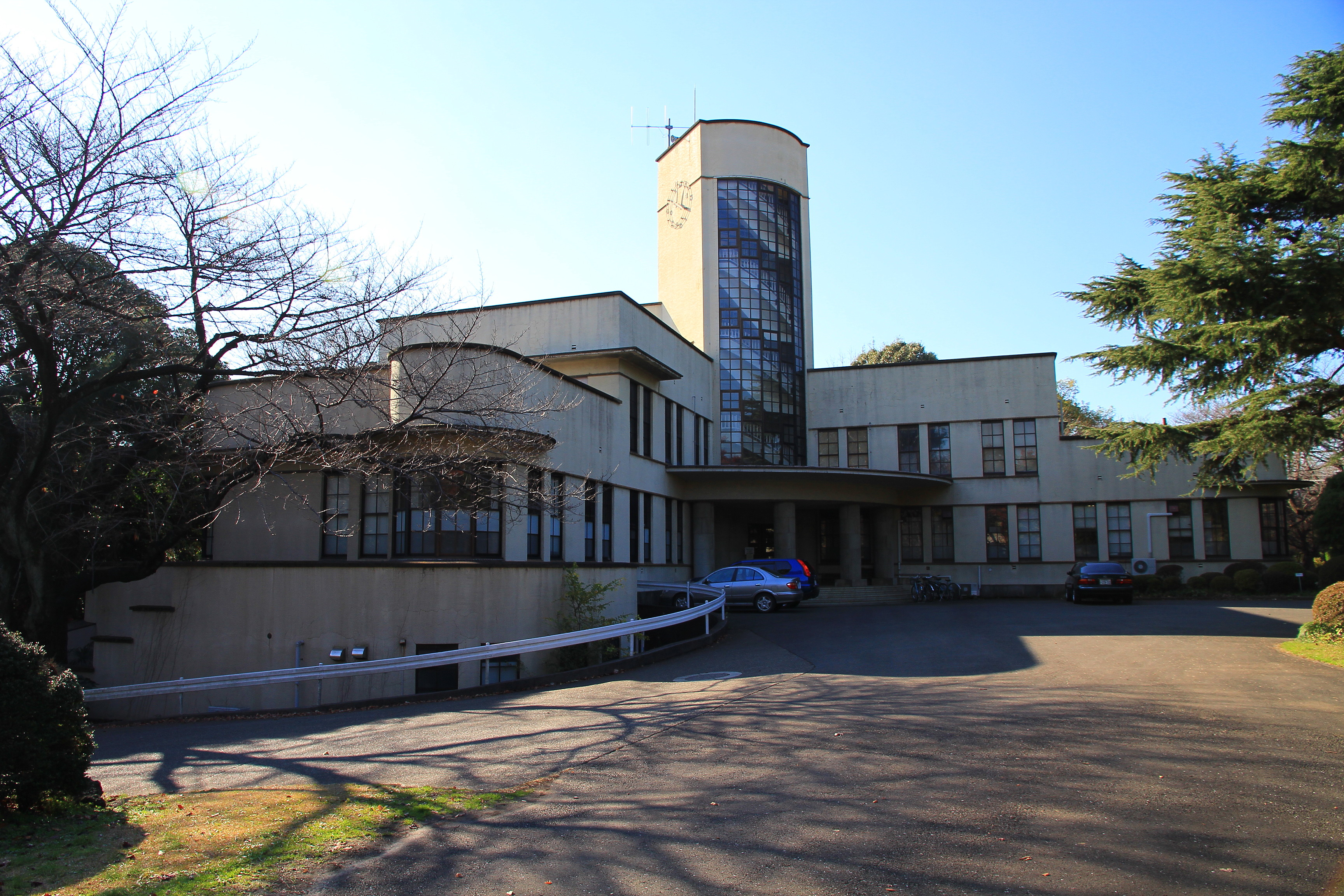
植物園本館

2002年に京都大学理学部を卒業、2007年に京都大学大学院人間・環境学研究科博士課程を修了した。同年11月に同大学院自然環境動態論講座の助教に着任すると、准教授を経て2018年、東京大学に教授として異動した。
2021年4月からは、東京大学大学院理学系研究科附属植物園園長を務めている。植物園の施設は老朽化が著しいため「植物標本館」の新設が計画されているが、費用は20億円に上ると予想されている。これについて川北は「東大だから金がある、と思われているかもしれないが、ここまでの計画を実現するのは『夢物語』です」と話している。

## 人物
中学・高校時代はサッカーに熱中していた。「人と違うことをしたい」という精神から、東京の高校で周囲が東京大学志望が多く、物理選択が主流だった中で、京都大学の生物選択の道を選んだ。
京都大学入学後に生態学の屋外授業を受講したことで、生態学への興味、植物への好奇心が芽生えた。それからの学生時代は、サッカーサークルを辞め、ラーメン屋のアルバイトで植物を求める旅のための費用を捻出した。全国を旅しながら調査していた中で、メイガと花粉に関する論文を執筆した。そうした経験から、いつの間にか研究者を志すようになっていた。

## 受賞歴
- 2007年 - 第1回種生物学会片岡奨励賞[6]

## 著書

### 共編著
- 「奇跡の共進化─カンコノキ属における絶対送粉共生系の発見と進化史研究」、奥山雄大、川北篤「系統解析プロトコル─塩基配列から分子系統樹へ」、「共進化研究のための共種分化解析法」、種生物学会 編、横山潤、堂囿いくみ 責任編集『共進化の生態学：生物間相互作用が織りなす多様性』文一総合出版〈種生物学研究〉、2008年、192-200頁、313-340頁、341-354頁。ISBN 9784829910696。
- 種生物学会 編、川北篤、奥山雄大 責任編集『種間関係の生物学：共生・寄生・捕食の新しい姿』文一総合出版〈種生物学研究〉、2012年。ISBN 9784829962008。
- 「系統樹から適応進化を読み解く」、日本生態学会、森長真一、工藤洋 編『エコゲノミクス：遺伝子からみた適応』	共立出版	〈シリーズ現代の生態学〉、2012年、36－55頁。ISBN 9784320057401。
- 有村源一郎、矢﨑一史、髙林純示、川北篤 『植物アロマサイエンスの最前線：植物はなぜ香りを発するのか』フレグランスジャーナル社、2014年。ISBN 9784894792425。
- E. Toby Kiers, Anthony R. Ives & Atsushi Kawakita "Global change and mutualisms" Mutalism, Oxford University Press, 2015, pp. 241–267, doi:10.1093/acprof:oso/9780199675654.003.0013
- 「奄美大島で発見されたカンコノキとハナホソガの絶対送粉共生」、水田拓 編著『奄美群島の自然史学：亜熱帯島嶼の生物多様性』東海大学出版部、2016年、77-92頁。ISBN 9784486020882。
- Makoto Kato & Atsushi Kawakita. Obligate Pollination Mutualism. Springer, 2017.
- 種生物学会 編 、川北篤 責任編集『花と動物の共進化をさぐる：身近な植物に隠れていた新しい花の姿』文一総合出版、2021年。ISBN 9784829962084。